# ケイエムアドシステム

株式会社ケイエムアドシステムは、東京都豊島区に本社を置く、バスなどの交通事業を主体とした広告代理店である。
もともと「国際標識株式会社（こくさいひょうしき）」として設立されたが、2000年に現商号となった。
バスの車内アナウンス広告としては日本一のシェアを誇り、主に国際興業グループのバス事業各社を中心に採用している。
製作するアナウンステープのラベルには、「KOKUSAI」ロゴや「国際標識株式会社」との表記があった。

## 沿革
- 1968年 3月 - 国際標識株式会社として設立
- 1969年11月 - 名古屋営業所　開設
- 1970年  5月 - 車内アナウンス放送の企画立案・業務開始
- 1971年11月 - 札幌営業所　開設／仙台営業所　開設
- 1975年  6月 - 大阪営業所　開設
- 1979年  4月 - バス待合所用上屋の製作、施工業務を開始
- 1982年  4月 - 交通広告全般の営業開始
- 1982年11月 - 東池袋に本社ビル完成
- 1996年11月 - 音声合成の制作を始める
- 2000年 9月 - 万年社インターナショナルと合併し、株式会社ケイエムアドシステムに商号変更
- 2014年  4月 - 大阪営業所を大阪支社へ昇格
- 2018年  4月 - 八王子営業所を開設
- 2021年12月 - 盛岡営業所を開設[1]

## 業務内容
- バス・電車・地下鉄車内　案内放送広告
- バスメディア広告

- 鉄道メディア広告
- 各種一般印刷物の企画制作